# Mutěnice (ort i Tjeckien, Södra Mähren)
Mutěnice är en ort i Tjeckien.   Den ligger i regionen Södra Mähren, i den sydöstra delen av landet, 230 km sydost om huvudstaden Prag. Mutěnice ligger 182 meter över havet och antalet invånare är 3 647.
Terrängen runt Mutěnice är platt. Runt Mutěnice är det tätbefolkat, med 319 invånare per kvadratkilometer. Närmaste större samhälle är Hodonín, 9,7 km sydost om Mutěnice. Trakten runt Mutěnice består till största delen av jordbruksmark.